# La Femme Nikita (televisieserie)
La Femme Nikita (of ook wel kortweg Nikita) is een Canadese televisieserie uit 1997, gebaseerd op de gelijknamige Franse film uit 1990.

## Verhaal
De televisieserie (1997-2001) gaat over "Section One", een organisatie die bij het bestrijden van misdaad zelf ook geen misdadige praktijken schuwt. Nikita (Peta Wilson) is beschuldigd van een moord die ze niet pleegde. Section One, een geheime antiterroristenorganisatie met erg strikte regels, neemt haar op. Michael (Roy Dupuis) is Nikita's mentor en moet haar opleiden om een goede operator te worden. Aan het hoofd van Section One staat Operations (Eugene Robert Glazer) en daarnaast Madeleine (Alberta Watson). De computerspecialist is de jonge Birkoff (Matthew Ferguson) en voor het technisch materiaal zorgt Walter (Don Francks).

## Rolverdeling

### Hoofdrollen
- Peta Wilson – Nikita, codenaam "Josephine"
- Roy Dupuis – Michael, codenaam "Jaques"
- Alberta Watson – Madeline
- Eugene Robert Glazer – Operations; Paul L. Wolfe
- Don Francks – Walter
- Matthew Ferguson – Birkoff/Jason

### Gastrollen
- Lawrence Bayne – Davenport
- Tobin Bell – Perry Bauer
- Cindy Dolenc – Kate Quinn
- Anais Granofsky – Carla
- Robert Knepper – Henry Collins
- Kris Lemche – Greg Hillinger
- Carlo Rota – Mick Schtoppel
- Gina Torres – Jenna Vogler
- Edward Woodward – Mr.Jones
- Malcolm Xerxes – Owen Tell

## Personages

### Nikita
Nikita wordt er onterecht van beschuldigd een politieagent te hebben vermoord en wordt tot levenslang veroordeeld. De geheime organisatie Section One rekruteert haar en vervalst haar zelfmoord. Ze wordt gedurende twee jaar opgeleid en getraind door haar mentor Michael. Ze leert schieten, vechten en haar schoonheid gebruiken als wapen. Eerst is ze nogal rebels en aanvaardt ze haar lot niet mensen neer te schieten maar vervolgens legt ze zich neer bij de situatie. Ondanks het strikte leven van Section One leeft ze op haar manier en raakt verliefd op Michael alhoewel het verboden is relaties te hebben binnen Section One.

### Michael
Michael Samuelle groeide op in Frankrijk maar na een studentenmanifestatie belandt hij in de gevangenis. Daar wordt hij gerekruteerd door Section One. Na negen maanden (in plaats van twee jaar) training door zijn mentor Jurgen wordt hij een van de beste agenten. Michael trouwt in 1991 met zijn collega Simone, maar ze wordt gevangengenomen door Red Cel. Nikita ontdekt dat ze na maanden gevangenschap en mishandeling nog leeft maar Simone kiest ervoor te sterven samen met diegene die haar opgesloten had. Michael, die Nikita had getraind, helpt haar te vluchten van Section One door de organisatie te doen geloven dat Nikita gestorven is tijdens een ontploffing. Michael is nochtans niet dezelfde tijdens de afwezigheid van Nikita en wanneer Nikita plots verschijnt tijdens een missie helpt hij haar terug in Section One te komen. Ondertussen leeft Michael door een geheime missie een dubbel leven met Elena Vacek, de dochter van een terrorist. Van dat huwelijk krijgt hij een zoon, Adam.

### Operations
Paul L. Wolfe, beter bekend als Operations, is een oud veteraan van de Vietnamoorlog. Toen hij gevangengenomen was in Vietnam deed hij zijn vrouw Corinne en zijn zoon Stephen geloven dat hij dood was. Enkele jaren later wordt hij een goede agent en daarna het hoofd van Section One. Hij is streng en autoritair maar hij heeft ook zwakke punten. Zo vraagt hij Nikita om hulp wanneer hij ontdekt dat zijn zoon lid is van een terroristische organisatie. Hij heeft altijd al de relatie tussen Nikita en Michael verhinderd en zelfs zijn relatie met Madeleine omdat zo de regels van Section One overtreden werden maar ook omdat hij zijn plaats niet wilde verliezen. Wanneer Michaels zoon Adam ontvoerd wordt, neemt hij deel aan de missie om het kind te redden, maar tijdens de redding komt hij om het leven.

### Birkoff
Birkoff is de computerspecialist van Section One. Zijn computergave en kennis van informatie zijn bijzonder ruim. Hij is goed bevriend met Walter en wordt door Nikita beschouwd als haar kleine broer. Na jaren geleefd te hebben voor Section One ontdekt hij dat hij de zoon is van een Sectionagente en later ontdekt hij ook dat hij een tweelingbroer (Jason) heeft.

## Soundtrack
La Femme Nikita: Music from the Television Series.
1. "Main Title" (1:02) – Mark Snow
2. "Beyond The Invisible" (5:04) – Enigma
3. "Silicone" (4:14) – Mono
4. "The Love Thieves" (6:32) – Depeche Mode
5. "Fear And Love" (5:05) – Morcheeba
6. "Loaded Gun" (4:53) – Hednoize
7. "Skin Against Skin" (5:51) – DJ Krush (Featuring Deborah Anderson)
8. "Temple" (4:27) – Beverly Klass
9. "Inion/Daughter" (4:16) – Afro Celt Sound System
10. "Chinese Burn" (4:50) – Curve
11. "Drown" (4:48) – Vibrolux
12. "Hanging On A Curtain" (3:48) – Morphine
13. "Absurd" (5:49) – Fluke
14. "Gun" (6:10) – GusGus
15. "Majick (Cirrus Remix)" (6:29) – Keoki

## Remake
In de VS werd vanaf 2010 onder de titel Nikita een remake van de serie uitgezonden op The CW, met Maggie Q in de rol van Nikita. Vanaf 2012 werd deze serie in Nederland door Veronica uitgezonden.